# Кеј Нишикори
Кеј Нишикори (јап. 錦織 圭, енгл. Kei Nishikori; префектура Шимане, 29. децембра 1989) је јапански тенисер који је дебитовао на професионалним турнирима 2007. године. Нишикори се 2012. пласирао у четвртфинале Отвореног првенства Аустралије, пошто је у пет сетова елиминисао шестог носиоца Жо-Вилфрида Цонге, где га је победио четврти носилац Енди Мари. Нишикори је тиме постао први јапански тенисер који се пласирао у четвртфинале овог турнира после 80 година. Године 2011. Нишикори је на турниру у Базелу победио првопласираног тенисера света Новака Ђоковића и то је највећа победа у његовој каријери. Такође је освојио турнир АТП 500 у Токију 2012. године победивши Милоша Раонића из Канаде.
Од децембра 2013. његов тренер је бивши амерички професионални тенисер Мајкл Ченг.

## Гренд слем финала

### Појединачно: 1 (0:1)
| Исход     | Бр. | Година | Турнир                 | Подлога | Противник   | Резултат      |
| --------- | --- | ------ | ---------------------- | ------- | ----------- | ------------- |
| Финалиста | 1.  | 2014.  | Отворено првенство САД | Тврда   | Марин Чилић | 3:6, 3:6, 3:6 |

## Финала АТП мастерс 1000 серије

### Појединачно: 4 (0:4)
| Исход     | Бр. | Година | Турнир      | Подлога | Противник     | Резултат                |
| --------- | --- | ------ | ----------- | ------- | ------------- | ----------------------- |
| Финалиста | 1.  | 2014.  | Мадрид      | Шљака   | Рафаел Надал  | 6:2, 4:6, 0:3 (предаја) |
| Финалиста | 2.  | 2016.  | Мајами      | Тврда   | Новак Ђоковић | 3:6, 3:6                |
| Финалиста | 3.  | 2016.  | Торонто     | Тврда   | Новак Ђоковић | 3:6, 5:7                |
| Финалиста | 4.  | 2018.  | Монте Карло | Шљака   | Рафаел Надал  | 3:6, 2:6                |

## Мечеви за олимпијске медаље

### Појединачно: 1 (1:0)
| Исход  | Година | Турнир                 | Подлога | Противник    | Резултат           |
| ------ | ------ | ---------------------- | ------- | ------------ | ------------------ |
| Бронза | 2016.  | Олимпијске игре у Рију | Тврда   | Рафаел Надал | 6:2, 6:7(1:7), 6:3 |

## АТП финала

### Појединачно: 26 (12:14)
| Легенда                        |
| ------------------------------ |
| Гренд слем турнири (0:1)       |
| Завршно првенство сезоне (0:0) |
| АТП мастерс 1000 (0:4)         |
| АТП 500 (6:6)                  |
| АТП 250 (6:3)                  |

| Финала по подлози |
| ----------------- |
| Тврда (10:9)      |
| Шљака (2:5)       |
| Трава (0:0)       |

| Финала по локацији |
| ------------------ |
| Отворено (7:10)    |
| Дворана (5:4)      |

| Исход     | Бр. | Датум               | Турнир                  | Подлога   | Противник             | Резултат                |
| --------- | --- | ------------------- | ----------------------- | --------- | --------------------- | ----------------------- |
| Победник  | 1.  | 17. фебруар 2008.   | Делреј Бич, САД         | Тврда     | Џејмс Блејк           | 3:6, 6:1, 6:4           |
| Финалиста | 1.  | 10. април 2011.     | Хјустон, САД            | Шљака     | Рајан Свитинг         | 4:6, 6:7(3:7)           |
| Финалиста | 2.  | 6. новембар 2011.   | Базел, Швајцарска       | Тврда (д) | Роџер Федерер         | 1:6, 3:6                |
| Победник  | 2.  | 7. октобар 2012.    | Токио, Јапан            | Тврда     | Милош Раонић          | 7:6(7:5), 3:6, 6:0      |
| Победник  | 3.  | 24. фебруар 2013.   | Мемфис, САД             | Тврда (д) | Фелисијано Лопез      | 6:2, 6:3                |
| Победник  | 4.  | 16. фебруар 2014.   | Мемфис, САД (2)         | Тврда (д) | Иво Карловић          | 6:4, 7:6(7:0)           |
| Победник  | 5.  | 27. април 2014.     | Барселона, Шпанија      | Шљака     | Сантијаго Хиралдо     | 6:2, 6:2                |
| Финалиста | 3.  | 11. мај 2014.       | Мадрид, Шпанија         | Шљака     | Рафаел Надал          | 6:2, 4:6, 0:3 (предаја) |
| Финалиста | 4.  | 8. септембар 2014.  | Њујорк, САД             | Тврда     | Марин Чилић           | 3:6, 3:6, 3:6           |
| Победник  | 6.  | 28. септембар 2014. | Куала Лумпур, Малезија  | Тврда (д) | Жилијен Бенето        | 7:6(7:4), 6:4           |
| Победник  | 7.  | 5. октобар 2014.    | Токио, Јапан (2)        | Тврда     | Милош Раонић          | 7:6(7:5), 4:6, 6:4      |
| Победник  | 8.  | 15. фебруар 2015.   | Мемфис, САД (3)         | Тврда (д) | Кевин Андерсон        | 6:4, 6:4                |
| Финалиста | 5.  | 1. март 2015.       | Акапулко, Мексико       | Тврда     | Давид Ферер           | 3:6, 5:7                |
| Победник  | 9.  | 26. април 2015.     | Барселона, Шпанија (2)  | Шљака     | Пабло Андухар         | 6:4, 6:4                |
| Победник  | 10. | 9. август 2015.     | Вашингтон, САД          | Тврда     | Џон Изнер             | 4:6, 6:4, 6:4           |
| Победник  | 11. | 14. фебруар 2016.   | Мемфис, САД (4)         | Тврда (д) | Тејлор Фриц           | 6:4, 6:4                |
| Финалиста | 6.  | 3. април 2016.      | Мајами, САД             | Тврда     | Новак Ђоковић         | 3:6, 3:6                |
| Финалиста | 7.  | 24. април 2016.     | Барселона, Шпанија      | Шљака     | Рафаел Надал          | 4:6, 5:7                |
| Финалиста | 8.  | 31. јул 2016.       | Торонто, Канада         | Тврда     | Новак Ђоковић         | 3:6, 5:7                |
| Финалиста | 9.  | 30. октобар 2016.   | Базел, Швајцарска (2)   | Тврда (д) | Марин Чилић           | 1:6, 6:7(5:7)           |
| Финалиста | 10. | 8. јануар 2017.     | Бризбејн, Аустралија    | Тврда     | Григор Димитров       | 2:6, 6:2, 3:6           |
| Финалиста | 11. | 19. фебруар 2017.   | Буенос Ајрес, Аргентина | Шљака     | Александар Долгополов | 6:7(4:7), 4:6           |
| Финалиста | 12. | 22. април 2018.     | Монте Карло, Монако     | Шљака     | Рафаел Надал          | 3:6, 2:6                |
| Финалиста | 13. | 7. октобар 2018.    | Токио, Јапан            | Тврда (д) | Данил Медведев        | 2:6, 4:6                |
| Финалиста | 14. | 28. октобар 2018.   | Беч, Аустрија           | Тврда (д) | Кевин Андерсон        | 3:6, 6:7(3:7)           |
| Победник  | 12. | 6. јануар 2019.     | Бризбејн, Аустралија    | Тврда     | Данил Медведев        | 6:4, 3:6, 6:2           |

### Парови: 1 (0:1)
| Легенда                        |
| ------------------------------ |
| Гренд слем турнири (0:0)       |
| Завршно првенство сезоне (0:0) |
| АТП мастерс 1000 (0:0)         |
| АТП 500 (0:0)                  |
| АТП 250 (0:1)                  |

| Финала по подлози |
| ----------------- |
| Тврда (0:1)       |
| Шљака (0:0)       |
| Трава (0:0)       |

| Финала по локацији |
| ------------------ |
| Отворено (0:1)     |
| Дворана (0:0)      |

| Исход     | Бр. | Датум            | Турнир               | Подлога | Партнер               | Противници          | Резултат      |
| --------- | --- | ---------------- | -------------------- | ------- | --------------------- | ------------------- | ------------- |
| Финалиста | 1.  | 11. јануар 2015. | Бризбејн, Аустралија | Тврда   | Александар Долгополов | Џејми Мари Џон Пирс | 3:6, 6:7(4:7) |

## Остала финала

### Егзибициони турнири: 1 (1:0)
| Исход    | Бр. | Датум            | Турнир              | Подлога | Противник    | Резултат | Извор  |
| -------- | --- | ---------------- | ------------------- | ------- | ------------ | -------- | ------ |
| Победник | 1.  | 11. јануар 2014. | Мелбурн, Аустралија | Тврда   | Томаш Бердих | 6:4, 7:5 | [ 11 ] |